# Redevances sur la production d'électricité au moyen de la géothermie
Lire en ligne

Lire sur Légifrance

Les redevances sur la production d'électricité au moyen de la géothermie sont des taxes locales créées en 2017.

## Historique
Les redevances communale et régionale sur la production d'électricité au moyen de la géothermie ont été créées par l'article 138 de la loi sur l'égalité réelle outre-mer (EROM) par voie d'amendement parlementaire de Victorin Lurel en première lecture en commission des lois de l'Assemblée nationale en 2016. Le législateur avait alors souhaité « que les collectivités accueillant des activités de production électrique à impact direct et substantiel sur l'environnement et la santé des populations, en l'occurrence la commune de Bouillante et la région Guadeloupe du fait de la Centrale géothermique de Bouillante, bénéficient d'une compensation financière, juste et raisonnable, leur permettant de compenser les nuisances occasionnées sur le littoral (dégradation des coraux) et chez les particuliers (sorties de fumigènes dans les habitations notamment) ». 
Les articles 1519 J et 1599 quinquies C du code général des impôts instituent deux redevances sur la production d'électricité au moyen de la géothermie :
- une redevance communale géothermique de 2 euros par mégawatt-heure de production codifiée à l'article 1519 J ;
- et une redevance régionale géothermique de 3,5 euros par mégawatt-heure de production codifiée à l'article 1599 quinquies C.

Elles ont été créées sur le modèle des redevances communales et départementales des mines afin de compenser financièrement les collectivités des inconvénients environnementaux et sanitaires causés par ce type d'installations. Rapporté à la production de la centrale de Bouillante pour l'année 2014 (83 gigawatt-heure), le rendement de cette redevance est chiffré à 160 000 euros pour la commune et 290 000 euros pour la région. Toutefois, ces dispositions ne sont jamais entrées en vigueur, faute de publication d'un décret. Le rendement réel de ces redevances est donc nul.
En 2019, le gouvernement propose de supprimer dix-huit taxes, dont les redevances sur la production d'électricité au moyen de la géothermie. Le gouvernement a proposé, à l'article 6 du projet de loi de finances pour 2020, la suppression de ces redevances. Le gouvernement a fait valoir que « le renvoi à un décret est fragile juridiquement, tout comme la conformité de ces redevances au droit européen, en particulier au mécanisme européen de l'accise sur l'électricité issu des directives 2008/118/CE et 2003/96/CE. En effet, le fait générateur et l'exigibilité doivent correspondre à la fourniture d'électricité à un utilisateur final, et non à sa production ». Le Sénat a adopté un amendement de Victorin Lurel, ayant recueilli un avis de sagesse de la commission des finances et défavorable du gouvernement, qui rétablit les redevances supprimées. Le Rapporteur général « partage l'analyse de son homologue du Sénat selon laquelle le gouvernement ne peut se prévaloir du rendement nul pour justifier sa proposition de suppression dès lors qu'il résulte de l'absence de prise de décret. Pour autant, compte tenu des difficultés de compatibilité avec le droit européen, et au regard du vote intervenu en première lecture à l'Assemblée, le Rapporteur général propose de rétablir la suppression des redevances ».